# Xysticus hui
Xysticus hui is een spinnensoort uit de familie van de krabspinnen (Thomisidae).
De wetenschappelijke naam van de soort werd in 1993 door Norman I. Platnick gepubliceerd als een nomen novum voor Xysticus obscurus Hu & Wu, 1989 NON Collett, 1887. Platnick vernoemde de soort naar de eerste van de twee auteurs.